# روبرت فانس
روبرت فانس (31 مارس 1955 بويلينغتون في نيوزيلندا - ) (بالإنجليزية: Robert Vance)‏ هو لاعب كريكت نيوزلندي. شارك مع منتخب نيوزيلندا الوطني للكريكت.

## وصلات خارجية
- روبرت فانس على موقع إي آس بي آن كريك إنفو (الإنجليزية)